# Havål
Havål (Conger conger) er stor og lang fisk, som i modsætning til ålen, kun lever i havet. Den lever i Atlanterhavet og Middelhavet og ses også i danske farvande.
Havål er gråbrun, gråblå eller sort, nogle gange med grønligt skær på ryggen. Den bliver lysere nedefter mod bugen som er gråhvid. Hunnerne kan blive op 3 m lange og veje op til 100 kg, mens hannerne kun sjældent er længere end 1 m. Det er en rovfisk der mest lever af bundfisk, men den tager også blæksprutter, krebsdyr, artsfæller og ådsler. Den er overvejende nataktiv og holder til i huler eller fordybninger om dagen. Halen kan bruges som gribehale, og den kan bruge den til at kaste sig ud fra en båd hvis den får fat i rælingen.